# Felizardo Ambrósio
Felizardo Ambrósio, né le 25 décembre 1987 à Luanda, en Angola, est un joueur angolais de basket-ball, évoluant au poste d'ailier.

## Palmarès
- Champion d'Afrique 2007, 2009